# Eudejeania huascarayana
Eudejeania huascarayana là một loài ruồi trong họ Tachinidae.